# La Fontañera
La Fontañera es una localidad y pedanía española perteneciente al municipio de Valencia de Alcántara, en la provincia de Cáceres, comunidad autónoma de Extremadura. Está situada en la parte occidental de la comarca de Valencia de Alcántara. En plena frontera con Portugal, cerca de esta localidad se encuentran los núcleos rayanos de Monte de Baixo, Galegos, Bracais, Pitaranha y San Pedro de los Majarretes.

## Demografía
Sus datos de población en los últimos años han sido los siguientes:
|                         | 2002 | 2005 | 2008 | 2011 | 2014 |
| ----------------------- | ---- | ---- | ---- | ---- | ---- |
| Población en el caserío | 42   | 51   | 58   | 66   | 52   |
| Población en diseminado | 69   | 67   | 74   | 85   | 79   |
| Población total         | 111  | 118  | 132  | 151  | 131  |

## Transportes
Se accede al caserío por la carretera provincial CC-98, que sale al oeste de la capital municipal. El caserío está estructurado de forma lineal en torno a esta carretera.

## Cultura

### Patrimonio material
- Iglésia de Santa María de la Primavera
- Fuente y pilón
- Fuente y lavadero
- Hito fronterizo 682 entre España y Portugal

### Patrimonio inmaterial
- Fiestas patronales en agosto, en honor de Santa María de la Primavera.[2]
- Ruta del contrabando.[3]